# Molophilus (Molophilus) bipugiatus
Molophilus (Molophilus) bipugiatus is een tweevleugelige uit de familie steltmuggen (Limoniidae). De soort komt voor in het Neotropisch gebied.